# Jayma Mays
Pour les articles homonymes, voir Mays.
Jamia Suzette Mays, plus connue sous le nom de Jayma Mays, est une actrice et chanteuse américaine, née le 16 juillet 1979 à Grundy (Virginie).
Elle se fait remarquer, grâce aux divers rôles récurrents qu'elle occupe dans des séries télévisées comme : Heroes (2006-2010), Ugly Betty (2007-2008), The League (2012-2014) et The Millers (2013-2015).
Elle accède à la notoriété pour son rôle de la conseillère d'orientation Emma Pillsbury dans la série télévisée musicale Glee (2009-2015).
Elle confirme dans l'un des rôles principaux de la sitcom comique Trial & Error (2017-2018).

## Biographie

### Jeunesse
Née à Bristol, dans le Tennessee et dernière fille de Paulette (née Norris) et James Mays, professeur de lycée qui a également travaillé dans l'industrie minière du charbon, Jayma Mays a grandi à Grundy, en Virginie. Enfant, elle s'intéresse à la musique et aux mathématiques.
Elle est diplômée en 1997 de la Grundy Senior High School, puis a obtenu un associate degree à la Southwest Virginia Community College. Elle a étudié à Virginia Tech pendant une année, avant d'être transférée à l'université de Radford où elle obtient, en 2001, un diplôme en arts de la scène
.

### Carrière

#### Débuts et rôles récurrents
Elle s'installe en Californie et parfait sa formation au théâtre de Sacramento. Elle intègre la compagnie Knightsbridge Theater, avec laquelle elle va se produire pendant trois ans.
Elle fait ses débuts à la télévision en 2004 dans un épisode de la série Joey, puis au cinéma l'année suivante dans un rôle de soutien pour le thriller Red Eye : Sous haute pression (Red Eye), dans lequel elle est la collègue et amie de Rachel McAdams.
Mays enchaîne avec des participations dans des séries télévisées tels que Six Feet Under, Mon comeback, How I Met Your Mother, Les Lectures d'une blonde, Dr House et Ghost Whisperer. En 2006, elle joue un second rôle dans le téléfilm fantastique If You Lived Here, You'd Be Home Now porté par le jeune Zac Efron. L'année d'après, elle est supposée tenir l'un des premiers rôles de la sitcom comique Nice Girls Don't Get the Corner Office, aux côtés de son futur partenaire de jeu, Matthew Morrison, mais le projet est finalement abandonné.
Elle décroche, néanmoins, plusieurs rôles récurrents qui l'aide à se faire connaître : deux épisodes de la série Entourage; dans plusieurs épisodes de Heroes, où elle interprète Charlie Andrews, une serveuse dotée d'une mémoire eidétique qui fera chavirer le cœur de Hiro Nakamura ainsi que la série comique Ugly Betty, où elle joue le rôle de Charlie, la petite amie de Henry qui s'oppose à America Ferrera.
Au cinéma, elle se distingue dans des rôles secondaires dans la comédie romantique Blind Dating et le drame Mémoires de nos pères, puis commence à obtenir des rôles de premier plan avec Big Movie, parodie de films et les comédies Paul Blart : Super Vigile et Max la Menace : Bruce et Lloyd se déchaînent (spin-off de Max la Menace sorti directement en DVD), où elle retrouve Masi Oka, quelque temps après Heroes.

#### Passage au premier plan et rôles réguliers

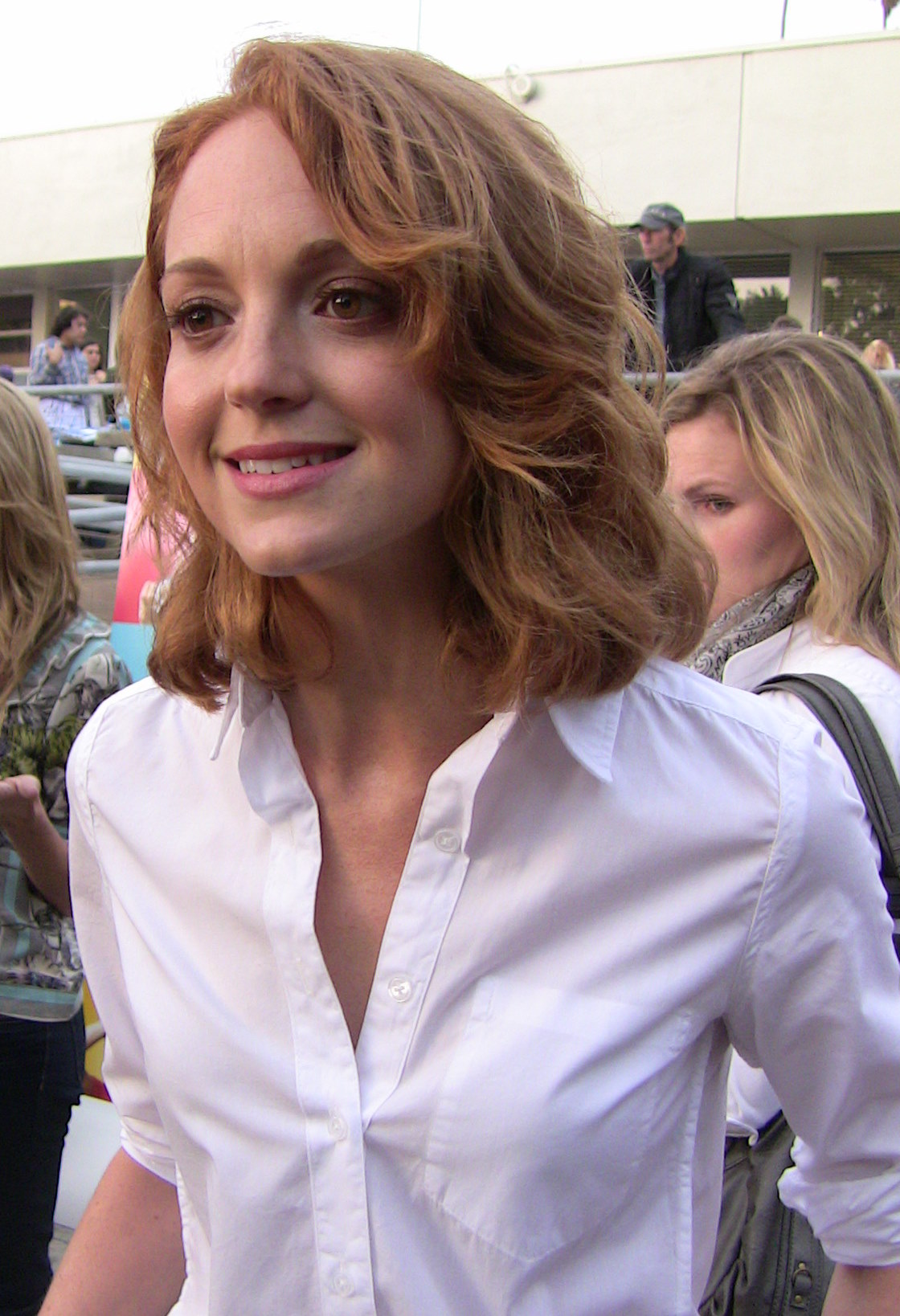
Jayma Mays, lors de la soirée organisée pour la première de la série Glee à Santa Monica (Californie), en mai 2009.

Ce n'est qu'en 2009 qu'elle va réellement se faire connaître du grand public : elle retrouve Matthew Morrison et tient le rôle d'Emma Pillsbury, jusqu'en 2015, une conseillère d'orientation, et un des personnages principaux, dans la série télévisée musicale Glee. Ce nouvel essai s'avère donc payant, la série est un énorme succès d'audiences et critique aux États-Unis. Le show reçoit notamment la prestigieuse statuette du Golden Globe de la meilleure série télévisée musicale ou comique. Jaymay ainsi que l'ensemble du casting principal repart avec le Screen Actors Guild Award de la meilleure distribution pour une série télévisée comique.
Deux ans plus tard, elle tient le rôle principal féminin dans l'adaptation cinématographique des Schtroumpfs, qui à défaut d'un succès critique, triomphe au box-office. En 2013, elle rempile pour le second volet qui lui vaut une citation pour le Kids' Choice Awards de la meilleure actrice. Entre-temps, on la retrouve dans des rôles récurrents pour les sitcom comiques The League et The Millers.
Au cinéma, elle décroche un rôle secondaire dans la comédie dramatique Last Weekend (2014) avec Patricia Clarkson et elle porte la comédie familiale Larry Gaye: hôtesse de l'air (2015) aux côtés de Mark Feuerstein.
Entre 2015 et 2017, elle prête sa voix au personnage de Dulcinea dans la série d'animation Les Aventures du Chat Potté.
En 2017, elle fait son retour en tant que tête d'affiche, pour la sitcom comique Trial & Error, partageant la vedette aux côtés de Nicholas D'Agosto. Grâce aux bonnes audiences ainsi qu'aux retours critique positifs, la série est renouvelée pour une seconde saison par le réseau NBC. Cette même année, elle est à l'affiche du blockbuster d'action Barry Seal: American Traffic porté par Tom Cruise. En 2018, Trial & Error est arrêtée à l'issue de la seconde saison. 

### Vie privée
Depuis le 28 octobre 2007, elle est mariée à l'acteur Adam Campbell, rencontré sur le tournage de Big Movie. Le couple a joué dans le clip musical Awakening, du groupe Switchfoot. En avril 2016, ils annoncent officiellement attendre leur premier enfant. Elle accouche d'un petit garçon, Jude, en août 2016.

## Filmographie

### Cinéma

#### Courts métrages
- 2008 : Night Hikers de James Burkhammer : Skellen
- 2013 : Bananas de Aaron Rosenbloom : la narratrice
- 2014 : Awkward Expressions of Love de Trilby Glover : Liz
- 2017 : Puss in Book: Trapped in an Epic Tale de Roy Burdine et Johnny Castuciano : Dulcinea (voix)

#### Longs métrages
- 2005 : Red Eye : Sous haute pression (Red Eye) de Wes Craven : Cynthia
- 2006 : Blind Dating de James Keach : Mandy
- 2006 : Mémoires de nos pères (Flag Of Our Fathers) de Clint Eastwood : Infirmière à Hawaï
- 2007 : Smiley Face de Gregg Araki : Actress in Waiting Room
- 2007 : Big Movie (Epic Movie) de Jason Friedberg et Aaron Seltzer : Lucy
- 2008 : Bar Starz de Michael Pietrzak : Tiffany
- 2008 : Max la Menace : Bruce et Lloyd se déchaînent (Get Smart's Bruce and Lloyd Out of Control) de Gil Junger : Nina (sorti directement en vidéo)
- 2009 : Paul Blart : Super Vigile (Paul Blart : Mall Cop) de Steve Carr : Amy
- 2011 : Les Schtroumpfs (The Smurfs) de Raja Gosnell : Grace Winslow
- 2013 : Les Schtroumpfs 2 (The Smurfs 2) de Raja Gosnell : Grace Winslow
- 2014 : Last Weekend (en) de Tom Dolby (en) : Blake Curtis
- 2015 : Larry Gaye : hôtesse de l'air de Sam Friedlander : April Elizabeth Farnekowski
- 2017 : Barry Seal: American Traffic (American Made) de Doug Liman : Dana Sibota
- 2020 : Bill and Ted Face the Music de Dean Parisot
- 2022 : Il était une fois 2 (Disenchanted) d'Adam Shankman : Ruby

### Télévision

#### Séries télévisées
- 2004 : Joey : Molly (1 épisode)
- 2005 : Six Feet Under : Donna (1 épisode)
- 2005 : Mon comeback (The Comeback) : La vendeuse (1 épisode)
- 2005 : Les Lectures d'une blonde (Stacked) : Brenda (1 épisode)
- 2005 - 2006 : Entourage : Jennifer (2 épisodes)
- 2005 et 2013 : How I Met Your Mother : La fille du vestiaire (2 épisodes)
- 2006 : Dr House : Hannah (Insomnies)
- 2006 : Studio 60 on the Sunset Strip : Daphne (1 épisode)
- 2006 - 2010 : Heroes : Charlie Andrews (rôle récurrent - 6 épisodes)
- 2007 : Ghost Whisperer : Jennifer Billings (1 épisode)
- 2007 : Pushing Daisies : Elsita / Elsa (1 épisode)
- 2007 : Nice Girls Don't Get the Corner Office : Angela (pilote non retenu[11])
- 2007 - 2008 : Ugly Betty : Charlie (rôle récurrent - 8 épisodes)
- 2008 : Drunk History (mini série) : Annabelle (1 épisode)
- 2008 : Back to You (en) : Shelley (1 épisode)
- 2009 - 2015 : Glee : Emma Pillsbury (principale puis récurrente - 83 épisodes)
- 2011 : Marcy : Jayma (1 épisode)
- 2012 - 2014 : The League : Trixie (rôle récurrent - 6 épisodes)
- 2013 : NTSF:SD:SUV : Clock (1 épisode)
- 2013 - 2015 : The Millers : Debbie (34 épisodes)
- 2014 - 2015 : Getting On : Suzi Sasso (5 épisodes)
- 2014 / 2016 / 2018 / 2019 : Drunk History : Abigail Adams (2 épisodes) / Florence Schaffner (1 épisode) / Marjory Stoneman Douglas (1 épisode)
- 2015 : Resident Advisors : Michaela Roberts (1 épisode)
- 2015 : Wet Hot American Summer: First Day of Camp : Jessica, la journaliste (2 épisodes)
- 2015 - 2018 : Les Aventures du Chat potté : Dulcinea / Werewolfman (voix, 66 épisodes)
- 2017 - 2018 : Trial & Error : Carol Ann Keane (rôle principal - 23 épisodes)
- 2018 : Great News : Cat (1 épisode)

#### Téléfilms
- 2006 : If You Lived Here, You'd Be Home Now de Peter Lauer : Sandra

## Distinctions

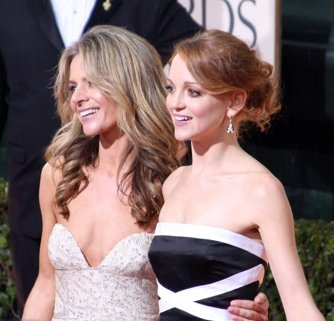
L'une de ses partenaires de jeu dans la série télévisée Glee, Jessalyn Gilsig et Jayma Mays, lors des Golden Globes 2010.

Sauf indication contraire ou complémentaire, les informations mentionnées dans cette section proviennent de la base de données IMDb.

### Récompenses
- 16e cérémonie des Screen Actors Guild Awards 2010 : meilleure distribution pour une série télévisée comique dans Glee, prix partagé avec l'ensemble du casting

### Nominations
- Alliance of Women Film Journalists 2009 : Différence d'âge la plus significative entre le premier rôle masculin et son intérêt amoureux pour Kevin James et Jayma Mays dans Paul Blart : Super Vigile
- Gold Derby Awards 2010 : Distribution de l'année pour Glee, nomination partagée avec l'ensemble du casting
- Teen Choice Awards 2010 : Communauté de fans la plus fanatique pour Glee, nomination partagé avec l'ensemble du casting
- 17e cérémonie des Screen Actors Guild Awards 2011 : meilleure distribution pour une série télévisée comique dans Glee, nomination partagé avec l'ensemble du casting
- 18e cérémonie des Screen Actors Guild Awards 2012 : meilleure distribution pour une série télévisée comique dans Glee, nomination partagé avec l'ensemble du casting
- 19e cérémonie des Screen Actors Guild Awards 2013 : meilleure distribution pour une série télévisée comique dans Glee, nomination partagé avec l'ensemble du casting
- Kids' Choice Awards 2014 : Meilleure actrice dans Les Schtroumpfs 2

## Voix françaises
En France, Julie Turin est la voix française régulière de Jayma Mays.
Au Québec, elle est doublée à trois reprises par Catherine Proulx-Lemay et Catherine Bonneau.
En France
| - Julie Turin dans : - How I Met Your Mother (série télévisée) - Ugly Betty (série télévisée) - Ghost Whisperer (série télévisée) - Max la Menace : Bruce et Lloyd se déchaînent - Paul Blart : Super Vigile - Glee (série télévisée) - Les Schtroumpfs - The League (série télévisée) - Les Schtroumpfs 2 - The Millers (série télévisée) - Getting On (série télévisée) - Barry Seal: American Traffic - Trial & Error (série télévisée) | - Edwige Lemoine dans : - Dr House (série télévisée) - Il était une fois 2 et aussi - Caroline Victoria dans Heroes (série télévisée) - Laura Blanc dans Red Eye : Sous haute pression - Marine Tuja dans Six Feet Under (série télévisée) - Marie-Laure Dougnac dans Smiley Face - Fily Keita dans Big Movie |

Au Québec
Note : La liste indique les titres québécois.
| - Catherine Proulx-Lemay dans : - Film épique - Paul Blart : Flic du mall - Fabriqué en Amérique - Catherine Bonneau dans : - Les Schtroumpfs - Les Schtroumpfs 2 - Bill et Ted font face à la musique | et aussi - Annie Girard dans Il était une fois 2 |